# エッグノッグ

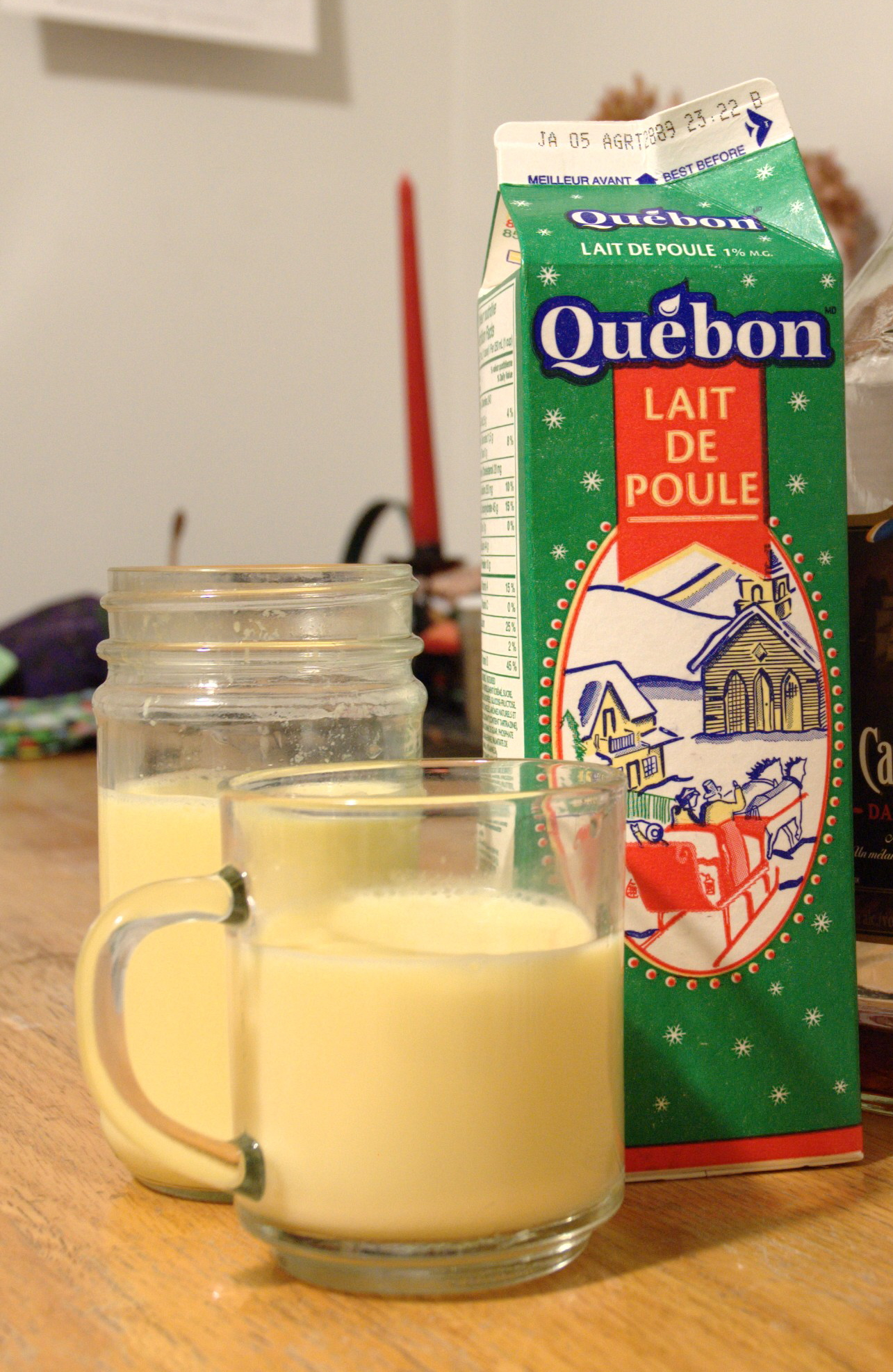
エッグノッグ

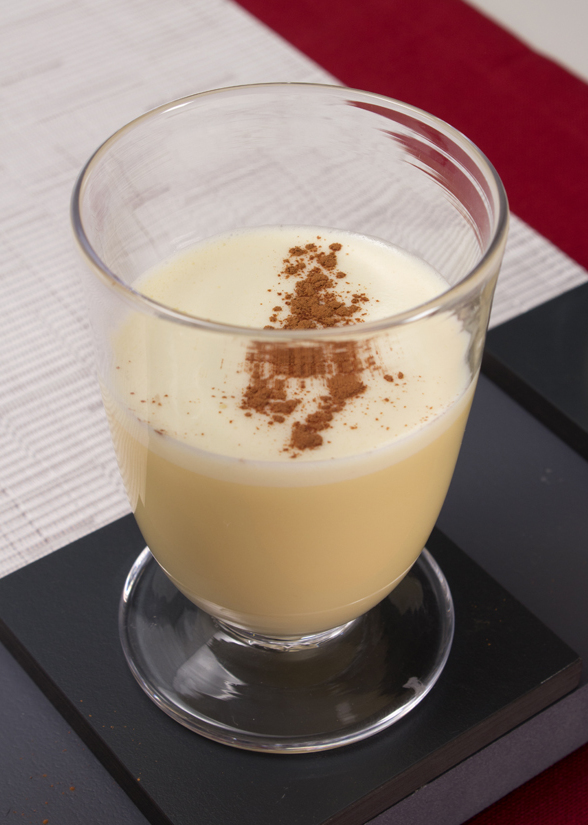
シナモンを加えたエッグノッグ

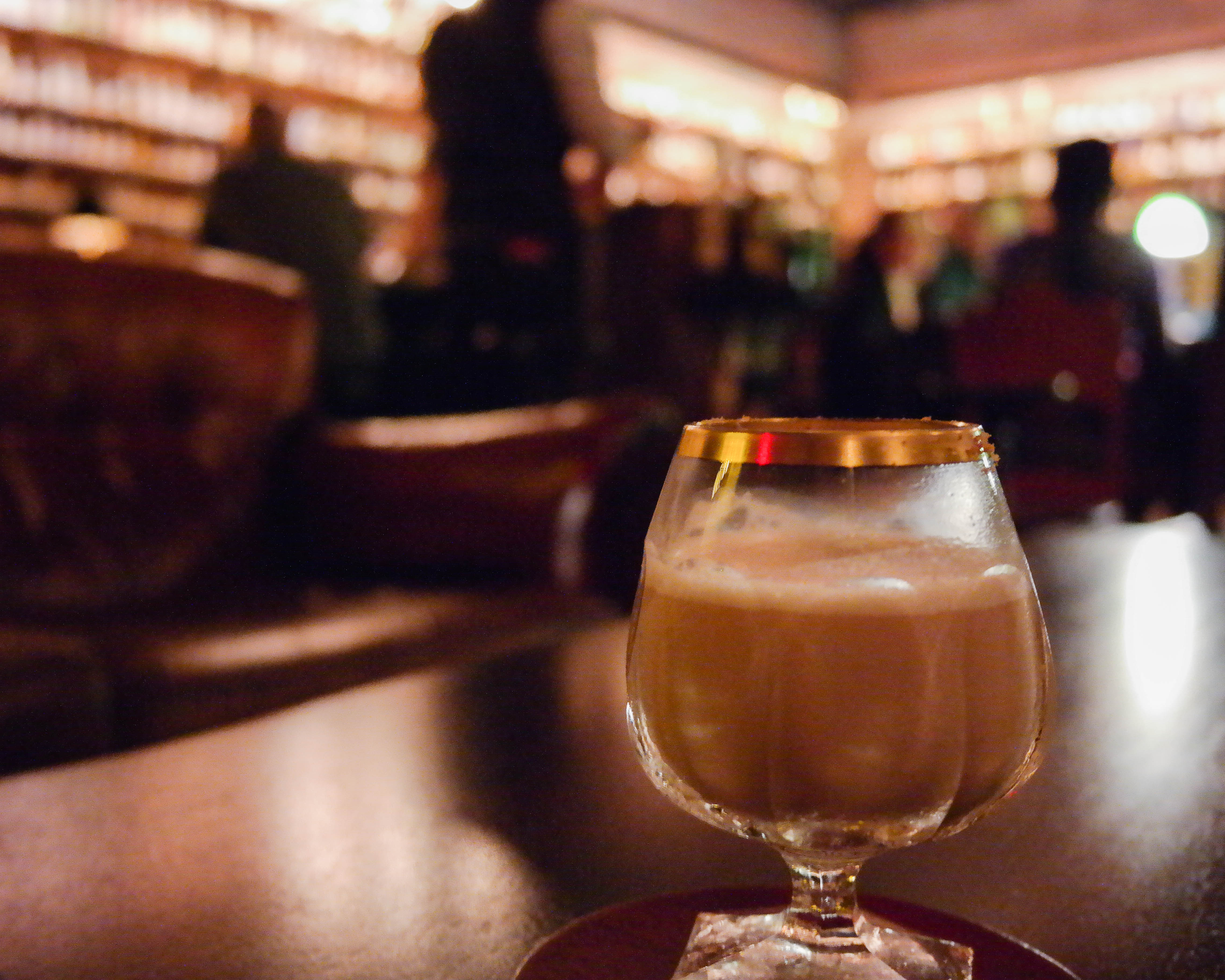
ウイスキーを加えたエッグノッグ

エッグノッグ（英: eggnog）は、牛乳ベースの甘い飲み物である。
牛乳、クリーム、砂糖、溶き卵（ふわふわした舌触りを付ける）で作られ、挽いたシナモンとナツメグで味を付ける。ラム酒、ブランデーやウィスキーのようなさまざまなアルコールを加えたエッグノッグも存在する。
エッグノッグは北米ではよく知られており、クリスマスや新年のような冬の祭りと関連がある。このためクリスマスや冬の休日の頃になると、北米の食料品店ではアルコールなしエッグノッグが販売される。
オーストラリアではこの種の商品は一年中販売されている。
エッグノッグの起源には諸説あるが、温めた牛乳で作った中世ヨーロッパの飲料ポセット(Posset)が起源だと考えられている。

## 歴史
エッグノッグの起源、語源、もともとの材料は諸説あり定まっていない。
エッグノッグ、またはそれに似た飲み物は、イングランドの東アングリアで誕生したと考えられている。
アイスランドの食品研究家ナンナ・ログンヴァルダドティルの記事によると、エッグノッグの「ノッグ」は、アルコールを注ぐための小さな木彫りのマグを指す中英語 noggin から来ている。
別の説によると、エッグノッグの名前は egg-and-grogから来たという。グロッグ (grog)とは、ラム酒を指す植民地用語である。後にこの語が egg'n'grog に縮まり、それが eggnog になったとされる。
エッグノッグの材料は下層階級にとっては高価かつ馴染みがないものだったが、貴族階級にとってはよく知られたものだった。著述家、歴史家のジェームズ・ヒュームズは「覚えておけ、平均的なロンドンっ子はグラス一杯の牛乳を見ることはめったにない。」と記している。「冷蔵庫はなく、農場は大地主に所有されていた。エッグノッグを作るために牛乳や卵を手に入れられるくらいの人は、ブランデー、マデイラ酒、あるいはシェリー酒すら混ぜることがあった。」
エッグノッグは18世紀に大西洋を渡り、英国の植民地に伝わった。ブランデーやワインには重い税金がかけられていたので、カリブとの三角貿易で入ってくるラム酒は安価な代用品になっていた。この安いリキュールと豊富な農場と乳製品とが結びつき、アメリカではエッグノッグがよく飲まれるようになった。

## レシピ
現代の典型的エッグノッグは、牛乳、卵、および砂糖を混ぜて作る。スピリッツを加えて供することもあるが、加えないこともある。また、牛乳、クリームに加え、練乳または無糖練乳を加える場合もある。牛乳の一部をクリームで置き換えてより濃厚にすることがよくある。このほか、ナツメグ、クローブ、シナモンまたはオールスパイスのようなスパイスなどを加える。バニラ、アイスクリームまたはホイップクリーム等をトッピングしてもよい。
エッグノッグは家庭でも作れるが、アルコール入りのものや、「あとはアルコールを混ぜるだけ」のものが市販されている。しばしばウィスキー、ラム酒、ブランデー、またはコニャックを加えることがあり、例えばブランデーベースのカクテルなら「ブランデー・エッグノッグ」ということになる。1960年代以降、エッグノッグはしばしばアルコールなしで冷やして出されるようになった（どちらも歴史的起源からは著しく乖離しているのだが）。低脂肪エッグノッグも市販されているが、脱脂粉乳か低脂肪乳を使うと家庭でも低脂肪エッグノッグは作れる。
北米では、ヴィーガン（乳製品も忌避する厳格な菜食主義者）や乳製品アレルギーの人向けに、大豆ベースの代用品が売られている。エッグノッグは食べものや他の飲み物に香味料として添加されることもある。例えば米国ではエッグノッグ味のアイスクリームは季節限定の商品である。

## 消費
エッグノッグは通常クリスマスや大晦日の飲み物として出される。
アメリカでは感謝祭の日（11月下旬）がエッグノッグの消費が始まる日に当たるのだが、商品が店頭に並ぶのはハロウィーンの頃である。
歴史的には、エッグノッグは冬の飲み物であって、特定の祝日に関連付けられてはいなかった。